# Undotrecua
Undotrecua es la duodécima producción discográfica solista del cantante argentino de rock Miguel Mateos. Fue lanzada en 2019 por la BMG.
El nombre del álbum hace referencia a la frase propia del cantautor y es la numeración abreviada de “Un-dos-tres-cuatro". Inicialmente el trabajo de este disco fue lanzado en dos EP: Undotrecua Ep 1 y Undotrecua Ep 2. Luego se estrenó el álbum completo oficialmente.

## Lista de canciones
Todas las canciones escritas y compuestas por Miguel Mateos. 
| N.º   | Título                                     | Duración |  |
| 1.    | «Nacional»                                 | 3:47     |  |
| 2.    | «El asesino del Rock and Roll»             | 3:25     |  |
| 3.    | «Corazón con Wi-Fi»                        | 3:02     |  |
| 4.    | «Nancy y los Greatest Hits»                | 3:04     |  |
| 5.    | «No me importa nada más»                   | 3:44     |  |
| 6.    | «El menos complicado de los hombres»       | 3:12     |  |
| 7.    | «Voyeur»                                   | 4:29     |  |
| 8.    | «El alma de las cosas»                     | 4:50     |  |
| 9.    | «Dame tu amor»                             | 2:54     |  |
| 10.   | «Ahora no es entonces»                     | 4:05     |  |
| 11.   | «Vas a ser mía»                            | 4:00     |  |
| 12.   | «Si estuvieras aquí»                       | 3:45     |  |
| 13.   | «Mi lista de cosas imposibles»             | 4:01     |  |
| 14.   | «Me acerco yo»                             | 3:34     |  |
| 15.   | «Tu fantasma y yo (Bonus Track)»           | 3:14     |  |
| 16.   | «Las sandalias del pescador (Bonus Track)» | 3:46     |  |
| 51:52 |                                            |          |  |